# スペアミント (競走馬)
スペアミント（Spearmint、1903年 - 1924年）は、イギリスの競走馬。1900年代に活躍した。馬名は母メイドオブザミントからの連想。

## 経歴
2歳戦は病気がちで、デビュー戦こそ頭差で勝ったものの、ニューマーケットのハンデキャップで惨敗するなど3戦して1勝で終わり、一度はクラシック候補から外れることになった。しかし、厩舎でクラシック候補として期待されていたフレアが1000ギニー優勝後に故障してしまい、調教で名馬プリティーポリーを負かすほどに調子を上げていたスペアミントを予定を変更してエプソムダービーに出走させることにした。この賭けは見事に当たり、スペアミントが従来のレコードを2秒8縮める2分36秒と4/5のタイムで優勝した。この後フランスのパリ大賞典にも遠征し、快勝している。だが、パリ大賞典後に故障を発生、回復を待ったが完治せず、結局1度も出走することなく引退、種牡馬入りした。
種牡馬入り後はそこそこの成功を収め、エプソムダービー馬スピオンコップ、愛二冠馬スパイクアイランド等の産駒を送り出した。スピオンコップはさらに3代連続でダービーを制すことになるフェルスティードを出したが、一方で現役時代にあまり活躍できなかった娘達、特にプラッキーリエージュ、キャットニップの影響も無視できないほど大きなものである。プラッキーリエージュはサーギャラハッド、ボワルセルなど4頭のリーディングサイアーを輩出し、キャトニップは孫にネアルコを出した事で後のサラブレッドへ多大な影響を及ばした。
1924年6月24日に疝痛で死亡、遺体は繋養地であったEyrefield Lodgeに埋葬された。

## 主な産駒
- スピオンコップ（エプソムダービー）
- スパイクアイランド（アイリッシュダービー、アイリッシュ2000ギニー）
- ジオニスト（アイリッシュダービー）
- ファウスタ（ダービーイタリアーノ、繁殖牝馬として成功）
- スペルソーン（アイリッシュセントレジャー）
- Johren（ベルモントステークス）
- プラッキーリエージュ（繁殖牝馬として成功）
- キャットニップ（繁殖牝馬として成功）

## 血統表
| スペアミントの血統（カーバイン系 / Stockwell4.4×5=15.62% Pocahontas5×5.5=9.38%他） | スペアミントの血統（カーバイン系 / Stockwell4.4×5=15.62% Pocahontas5×5.5=9.38%他） | スペアミントの血統（カーバイン系 / Stockwell4.4×5=15.62% Pocahontas5×5.5=9.38%他） | （血統表の出典）   | （血統表の出典） |
| 父 Carbine 1885 鹿毛                                                               | 父の父Musket 1867 鹿毛                                                             | Toxophilite                                                                        | Longbow            | Longbow          |
| 父 Carbine 1885 鹿毛                                                               | 父の父Musket 1867 鹿毛                                                             | Toxophilite                                                                        | Legerdemain        |                  |
| 父 Carbine 1885 鹿毛                                                               | 父の父Musket 1867 鹿毛                                                             | West Australian Mare                                                               | West Australian    | West Australian  |
| 父 Carbine 1885 鹿毛                                                               | 父の父Musket 1867 鹿毛                                                             | West Australian Mare                                                               | Brown Bess         |                  |
| 父 Carbine 1885 鹿毛                                                               | 父の母Mersey 1874 栗毛                                                             | Knowsley                                                                           | Stockwell          | Stockwell        |
| 父 Carbine 1885 鹿毛                                                               | 父の母Mersey 1874 栗毛                                                             | Knowsley                                                                           | Orlando Mare       |                  |
| 父 Carbine 1885 鹿毛                                                               | 父の母Mersey 1874 栗毛                                                             | Clemence                                                                           | Newminster         | Newminster       |
| 父 Carbine 1885 鹿毛                                                               | 父の母Mersey 1874 栗毛                                                             | Clemence                                                                           | Eulogy             |                  |
| 母 Maid of the Mint 1897                                                           | 母の父Minting 1883 鹿毛                                                            | Lord Lyon                                                                          | Stockwell          | Stockwell        |
| 母 Maid of the Mint 1897                                                           | 母の父Minting 1883 鹿毛                                                            | Lord Lyon                                                                          | Paradigm           |                  |
| 母 Maid of the Mint 1897                                                           | 母の父Minting 1883 鹿毛                                                            | Mint Sauce                                                                         | Y.Melbourne        | Y.Melbourne      |
| 母 Maid of the Mint 1897                                                           | 母の父Minting 1883 鹿毛                                                            | Mint Sauce                                                                         | Sycee              |                  |
| 母 Maid of the Mint 1897                                                           | 母の母Warble 1884 鹿毛                                                             | Skylark                                                                            | King Tom           | King Tom         |
| 母 Maid of the Mint 1897                                                           | 母の母Warble 1884 鹿毛                                                             | Skylark                                                                            | Wheat-Ear          |                  |
| 母 Maid of the Mint 1897                                                           | 母の母Warble 1884 鹿毛                                                             | Coturnix                                                                           | Thunderbolt        | Thunderbolt      |
| 母 Maid of the Mint 1897                                                           | 母の母Warble 1884 鹿毛                                                             | Coturnix                                                                           | Fravolina F-No.1-c |                  |